# Енот 2: Послевидение
«Енот 2: Послевидение» (англ. Coon 2: Hindsight) — эпизод 1411 (№ 206) сериала «Южный парк», премьера которого состоялась 27 октября 2010 года. Вместе с последующими эпизодами «Восхождение Мистериона» и «Енот против Енота и друзей» составляет трилогию с непрерывным сюжетом.

## Сюжет
Ребята играют в супергероев. Штаб их команды «Енот и его друзья» (англ. Coon and Friends) располагается в подвале дома Картмана. В состав команды входят:
- «Енот» (англ. Coon) — Картман
- «Инструмент» (англ. Toolshed) — Стэн
- «Контейнер» (англ. Tupperware) — Токен
- «Железная дева» (англ. Iron Maiden) — Тимми
- «Москит» (англ. Mosquito) — Клайд
- «Человек-Воздушный змей» (англ. Human Kite) — Кайл
- «Мятно-ягодный хруст» (англ. Mintberry Crunch) — Брэдли
- «Мистерион» (англ. Mysterion) — личность не открывается. Позднее выясняется, что он — Кенни.

Вся команда выражает большое недовольство названием их клуба, на что Енот отвечает, что его имя, якобы, — узнаваемый бренд. Сами ребята желают называться «Лигой экстремальных мстителей» (англ. Extreme avenger league). Клуб является закрытым, с обязательными членскими взносами Еноту.
Тут случается катастрофа — в горящем доме оказываются заперты люди, им грозит гибель. Енот и команда выдвигаются на помощь на Енотомобиле (англ. Coonmobile) — машине матери Картмана, которая является «верным дворецким Енота». Их никто не принимает всерьёз. Внезапно появляется таинственный супергерой — Капитан Послевидение (англ. Captain Hindsight; в других переводах — Капитан Баян и Капитан Очевидность), который «помогает» тем, что объясняет людям, как надо было себя вести и что делать, чтобы не случилось катастрофы, хотя это не приносит никакой пользы делу. Как ни странно, люди с восторгом принимают его «помощь». После речи Капитана пожарные сворачиваются и уезжают с чувством выполненного долга, оставив горящее здание и людей в нём.
Следом происходит ещё одна катастрофа — разрыв на нефтяной скважине, который произошёл по вине компании BP. Капитан Послевидение снова «приходит на помощь». Он констатирует, что нельзя было бурить так глубоко, а также что надо было позаботиться о запасном клапане для запасного клапана. BP в лице CEO Тони Хейворда, между тем, приносит свои глубочайшие извинения и сообщает о переименовании в DP (англ. Dependable Petroleum — надёжная нефть; DP — игра слов, отсылка к double penetration — двойному проникновению, в связи с этим в одном из переводов звучит девиз: «Долбим Землю во все дыры»).
Картмана всё это очень злит, так как ему не нравится, что слава достаётся кому-то, кроме Енота и его друзей. Он решает заполучить Капитана Послевидение себе в команду. Для этого он приходит к нему домой под видом представителя Енота и всяческими уловками пытается его зазвать. Капитан отказывается, мотивируя это тем, что он работает один.
Енот принимает решение шантажировать супергероя — переодеть Баттерса (который, в облике Профессора Хаоса, уже 6 суток сидит в заключении в подвале клуба) в Кортни Лав и сфотографировать его рядом с голым бомжом, затем смонтировав лицо Капитана поверх. Остальная команда поднимает бунт, продвигая другую идею — сбор средств для пострадавших при помощи ярмарки выпечки. Эрик не может потерпеть такого развития событий и, чтобы поднять свой авторитет в команде, избивает Москита. Ребята жалуются на Картмана его матери, и Енота изолируют от клуба, заперев в комнате.
Между тем действия DP приобретают всё более ужасающие последствия — компания случайно пробуривает проход в параллельное измерение, и в реальность проникают разные фантастические существа, уничтожая всё вокруг. А Капитан Послевидение не может прийти на помощь, так как провокационные фото с Кортни Лав появились на публике. DP не останавливается, на этот раз они решают бурить скважину на Луне, чтобы изменить гравитацию и всосать монстров обратно, тем самым пробуждая Великого Ктулху, который готовит Земле 3000 лет мрака.
Енот и команда, без Енота, спешат на помощь. Продолжение следует…

## Оценки и критика
В вечер премьеры эпизод посмотрело 2,7 млн человек. Серия получила смешанные отзывы. В The A.V. Club серии была поставлена оценка «C». В рецензии от IGN у серии 6 баллов из 10. В то же время оценка публики на сайте IMDb 8,2 из 10.

## Пародии
- Сцена, где Енот избивает Москита, пародирует похожую сцену из фильма «Заводной апельсин».
- Существа, выпущенные из параллельного мира — прямая отсылка к произведениям о «Мифах Ктулху», созданных Говардом Лавкрафтом. Среди существ можно заметить Ми-го, Старцев и Ктулху.
- Линия с проникновением в параллельное измерение — отсылка к повести Стивена Кинга «Туман» и одноимённому фильму.
- Эпизод, где Картмана выгоняют из команды, — пародия на сцену из фильма «Человек-паук», в котором Нормана Озборна увольняют из его компании.
- Особняк Капитана Послевидение и его дворецкий, а также Енотомобиль Картмана и мама-дворецкий — отсылка к Бэтмену, Бэтмобилю и его дворецкому Альфреду Пенниуорту.
- «Лига экстремальных мстителей» (англ. Extreme avenger league) — пародия на команды супергероев Лига Справедливости и Мстители.
- Внешность Капитана Послевидение скопирована с Супермена — темные волосы с завитком на лбу, привлекательное лицо и огромный бравый подбородок с ямочкой. Костюм и манера передвижения Капитана Послевидение также частично заимствованы у Супермена.
- Происхождение Капитана Послевидения напоминает получение сил Человеком-пауком.
- Голосовое управление Енотогромкостью — пародия на комикс и фильм Железный человек, и многие другие.

## Факты
- Эпизод построен вокруг семантики английского слова hindsight, которое с трудом переводится на русский язык и означает оценку событий после того, как они уже произошли. Об этом идёт речь в русском фразеологизме «задним умом крепок».
- Первая значительная роль прежде фонового персонажа Брэдли.
- Эмблема DP имеет вид человека, с буром в анальном, вагинальном и оральном отверстии.
- При произнесении голосовых команд на самом деле Картман использует пульт ДУ.
- На доске в убежище Енота под надписью «Самые плохие парни» висят фото Профессора Хаоса, Капитана Бардака (Дуги), Мистера Гаррисона, некоего Lumiere и другие. На микроволновке висит надпись «Heat blaster» («Тепловой бластер»).
- Слова «…и друзья» на баннере, телевизоре и прочем в убежище Енота написаны небрежно, с края, демонистрируя, что они были подписаны на уже готовом — Картман явно не рассчитывал на то, что свою славу придется с кем-то делить, но, очевидно, переступил через свою гордость после событий эпизода «Енот».
- Фраза, сказанная на судне BP — «Oh, don`t tell me we did it again!» («Только не говорите, что мы опять это сделали!») намекает, что это далеко не первая спровоцированная ими катастрофа. В действительности, задолго до печально известного взрыва нефтяной платформы Deepwater Horizon, у компании уже случались подобные инциденты, но катастрофа на платформе окончательно подорвала репутацию BP.
- В серии «Енот» окружающие люди всерьёз не воспринимали только Картмана-Енота, а Мистерион и Хаос, по мнению толпы, действительно имели сверх-способности. Однако в этой серии, без видимой причины, ко всем героям относятся как к детям.
- В эпизоде, где все герои сидят в кафе, Мятно-ягодный хруст единственный, у кого в стакане обычная вода, а перед Мистерионом стоит стакан с клубничным коктейлем, хотя раньше Кенни их себе позволить не мог. Возможно это сделано, чтобы запутать зрителей.

## Отсылки к другим эпизодам
- Картман во время своих «тревог» постоянно повторяет «Я серьёзно!» («I’m seriously!») — это отсылка к аналогичному восклицанию Эла Гора в сериале, только он произносит «I’m serial!» (в одном из переводов — «Я сурьёзно!»).
- На Луне лежат кит Виллзиак и Том Круз, что является отсылкой к эпизоду «Освободите Виллзиака» и к эпизоду «201».